# Ytor
Denna artikel handlar om sågspillet. Se även yta. 

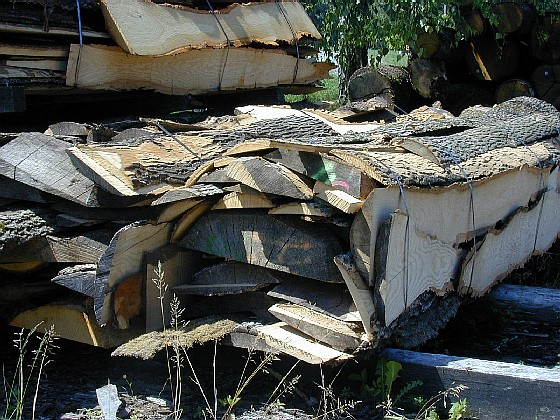
Ytor av lövträ, här från trädet ask

Ytor, sågytor, sågbak(ar) eller stockbak(ar) (i Finlandssvenska stundom baka, flertal bakor) är de yttre sidor av en stock som sågas bort i ett sågverk. Bakarna eller ytorna kapades förr oftast till brännved. I dag är de en viktig del i råmaterialet till bränslepellets eller flis till fjärrvärmecentraler eller massa- och pappersindustrin.
Bakor eller ytor har använts som panel på enklare uthus och till trätak, även vid byggande av staket på landsbygden. 
På grund av sitt utseende och sitt relativt låga pris används de numera också för uppförande av kulisser och kulissliknande byggnader i film- teater- och lajv- sammanhang.